# Antennella armata
Antennella armata is een hydroïdpoliep uit de familie Halopterididae. De poliep komt uit het geslacht Antennella. Antennella armata werd in 2010 voor het eerst wetenschappelijk beschreven door Galea. 